# Хорбах (Зимертал)
Хорбах (њем. Horbach) општина је у њемачкој савезној држави Рајна-Палатинат. Једно је од 119 општинских средишта округа Бад Кројцнах. Према процјени из 2010. у општини је живјело 40 становника. Посједује регионалну шифру (AGS) 7133047.

## Географски и демографски подаци
Хорбах се налази у савезној држави Рајна-Палатинат у округу Бад Кројцнах. Општина се налази на надморској висини од 360 метара. Површина општине износи 1,9 km². У самом мјесту је, према процјени из 2010. године, живјело 40 становника. Просјечна густина становништва износи 21 становника/km².

## Међународна сарадња
| Мјесто | Држава    | Врста сарадње | Од    |
| ------ | --------- | ------------- | ----- |
|        | Француска | партнерство   | 1986. |
| Извор  |           |               |       |